# Papulegara
Papulegara was een godheid in het oude Mesopotamië.
Er is slechts een tablet (BM 139964, eerst gepubliceerd door Pinches in 1924) waaruit hij bekend is. Het tablet bevat drie hymnes uit de Oud-Babylonische tijd gericht aan deze godheid. Hij wordt geassocieerd met de stad Kesh en was daar mogelijk een belangrijke godheid. In de hymnen wordt hij de eerstgeborene van Enlil genoemd. De etymologie van zijn naam is niet helemaal duidelijk, maar p a p  betekent "oudste (verwant)". Papulegara is een oorlogsgod. De hymnes beschrijven zijn wapens en hebben het over een leeuw, een meteoor en over vuur. Verder wordt hij geassocieerd met stormen en regens in de lente. Ook het instituut van het koningschap en van het recht worden met hem in verband gebracht. Een fragment:
Leider, eerstgeborene van Enlil! Laat ons je macht bezingen!
Papulegara, de edele, die de machtigen doet sidderen
Heldhaftig, de geliefde broeder van de Anunnaki, de goddelijke broeders
die de stormen bindt, de gezwollen wolken van de stormgod